# Pandion (Waffenträger des Teukros)
Pandion (altgriechisch Πανδίων Pandíōn) ist in der griechischen Mythologie der Waffenträger des Teukros im Trojanischen Krieg.
Er erscheint in Homers Ilias, als die Trojaner mit Hilfe der verbündeten Lykier versuchen, die griechische Belagerungsfeste einzunehmen. Pandion trägt Teukros seinen Bogen nach, als dieser von Menestheus und Aias zur Verteidigung eines Belagerungsturms zur Hilfe gerufen wird.
Der entsprechende Iliasvers wurde in der Altphilologie verschiedentlich als attische Interpolation des Ursprungstextes gedeutet.